# Poole (Cheshire)
Poole è un villaggio e parrocchia civile dell'Inghilterra, appartenente alla contea del Cheshire.